# Danh sách phim hiện thực của Georges Méliès

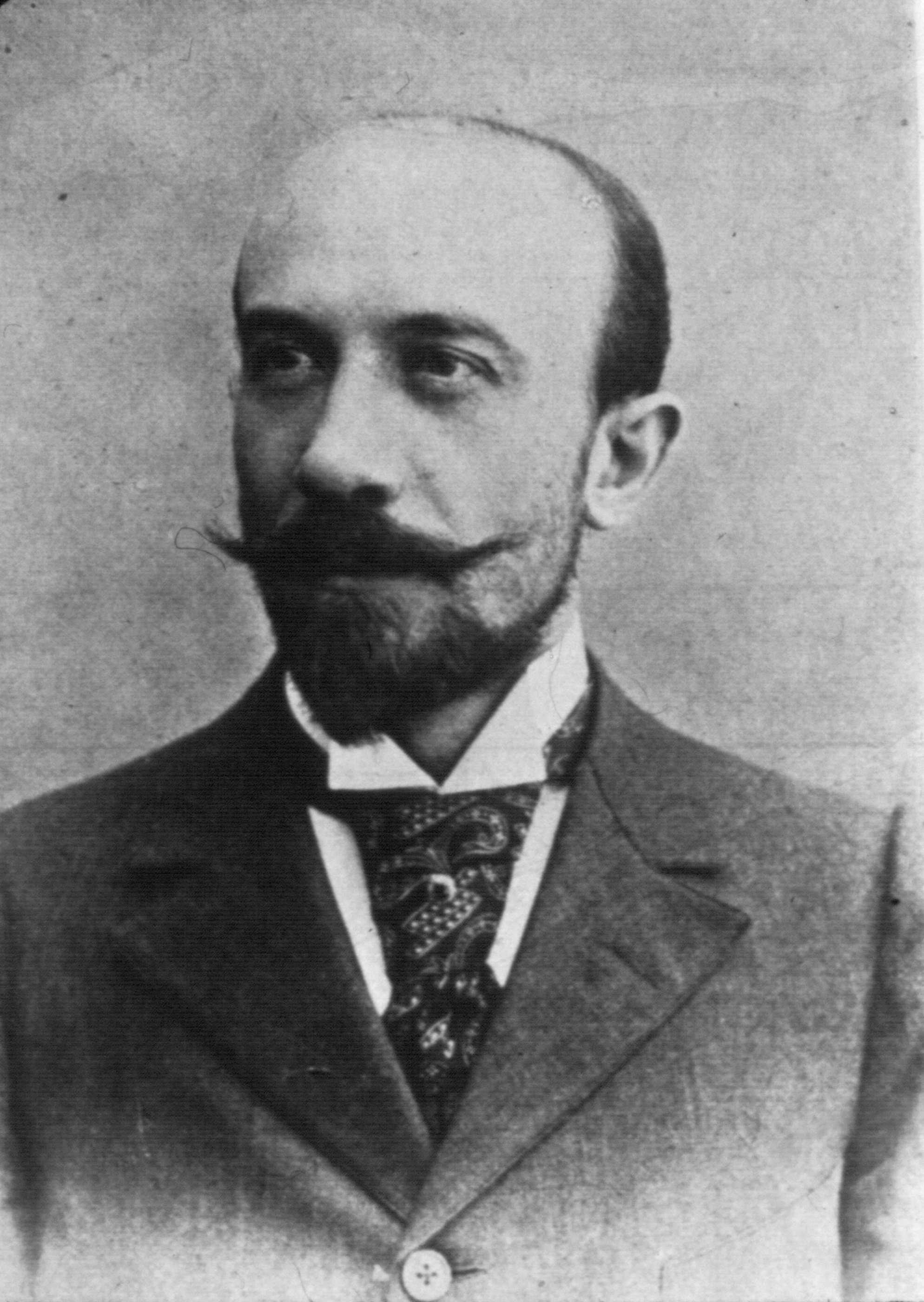
Georges Méliès

Georges Méliès (1861–1938), một nhà làm phim và ảo thuật gia người Pháp, đã thực hiện nhiều phim ngắn hiện thực từ năm 1896 đến năm 1900. Méliès thành lập nhà hát ảo của riêng mình, Théâtre Robert-Houdin ở Paris, khi ông tham dự buổi biểu diễn nổi tiếng đầu tiên của Kinetoscope của Anh em nhà Lumière vào tháng 12 năm 1895. Không thể mua một chiếc máy ảnh từ Lumières, ông đã mua một máy chiếu phim và một số bộ phim từ nhà thí nghiệm phim người Anh Robert W. Paul và bắt đầu chiếu chúng tại Théâtre Robert-Houdin. Trong khi đó, Méliès đã nghiên cứu các nguyên tắc mà máy chiếu của Paul chạy và vào năm 1896, ông đã có thể sửa đổi chiếc máy để nó trở thành chiếc máy ảnh tạm thời. Lúc đầu, Méliès tuân theo quy tắc quay phim thời đó bằng cách sản xuất những bộ phim thực tế — nói về những "lát cắt cuộc sống" được thực hiện bằng cách chuẩn bị những cảnh quay tự nhiên hoặc quay các sự kiện trong ngày. Những "cảnh quan thành phố, cảnh đẹp và họa tiết trong nước" này bám sát nguyên tắc đã được Lumières sử dụng và những người làm công ăn lương. Méliès đã quay 93 bộ phim hay 18% toàn bộ sản lượng của mình ở ngoài trời dưới dạng cảnh quay thực tế.
Tuy nhiên, Méliès cũng quan tâm đến việc mở rộng dòng phim của mình bao gồm các thể loại ít phổ biến hơn. Bộ phim thứ hai của ông, Conjuring, ghi lại một màn ảo thuật sân khấu trên phim; phim thứ sáu của ông, Watering the Flowers nghiêng về hài kịch, đây là tác phẩm làm lại từ tác phẩm L'Arroseur Arrosé của Lumière. Sau khi phát hiện ra phương pháp cắt cảnh (substitution splice) vào năm 1896, Méliès đã tiến xa hơn vào các phim viễn tưởng, xây dựng studio của riêng mình ở Montreuil, Seine-Saint-Denis để cho phép quay bộ phim dựa trên lối kể chuyện, lấy cảm hứng từ lối kể scènes composées—"cảnh sắp đặt có chủ đích." Tác phẩm hiện thực cuối cùng của ông là phần mười bảy của phim Paris Exposition, 1900. Do chuyển từ thực tế sang viễn tưởng, ông thường được coi là người đầu tiên nhận ra tiềm năng của phim viễn tưởng. Trong một quảng cáo, Méliès tự hào mô tả sự khác biệt giữa những phim có sắp đặt sẵn của ông và những phim hiện thực vẫn được thực hiện bởi những người cùng thời với ông là: "những bộ phim tuyệt vời và nghệ thuật này tái tạo những cảnh sân khấu và tạo ra một thể loại mới hoàn toàn khác với những quan điểm điện ảnh thông thường về người thật và cảnh thật."

## Phim
Danh sách sau đây về các bộ phim hiện thực của Méliès nằm trong danh mục các phim của xưởng phim thuộc sở hữu của Méliès, Star Film Company; các tựa phim gốc tiếng Pháp và tiếng Anh; ngày quay phim giả định; và liệu bộ phim còn tồn tại hay được cho là đã thất lạc. Trừ khi tham khảo từ nguồn khác, dữ liệu này lấy từ phim của Georges Méliès do Jacques Malthête tổng hợp năm 2008.

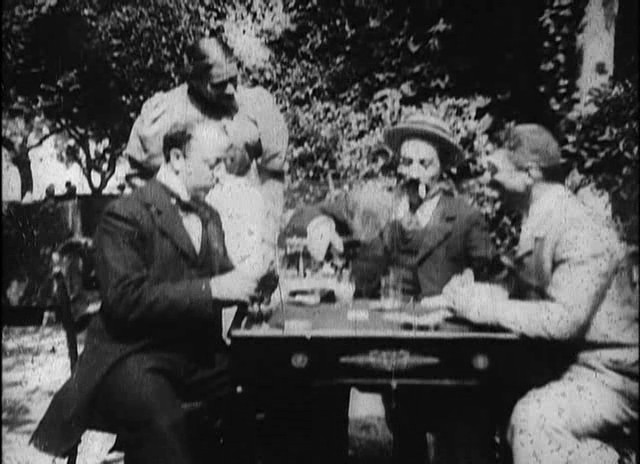
Méliès (thứ ba từ trái sang) và những người bạn trong phim thứ 1

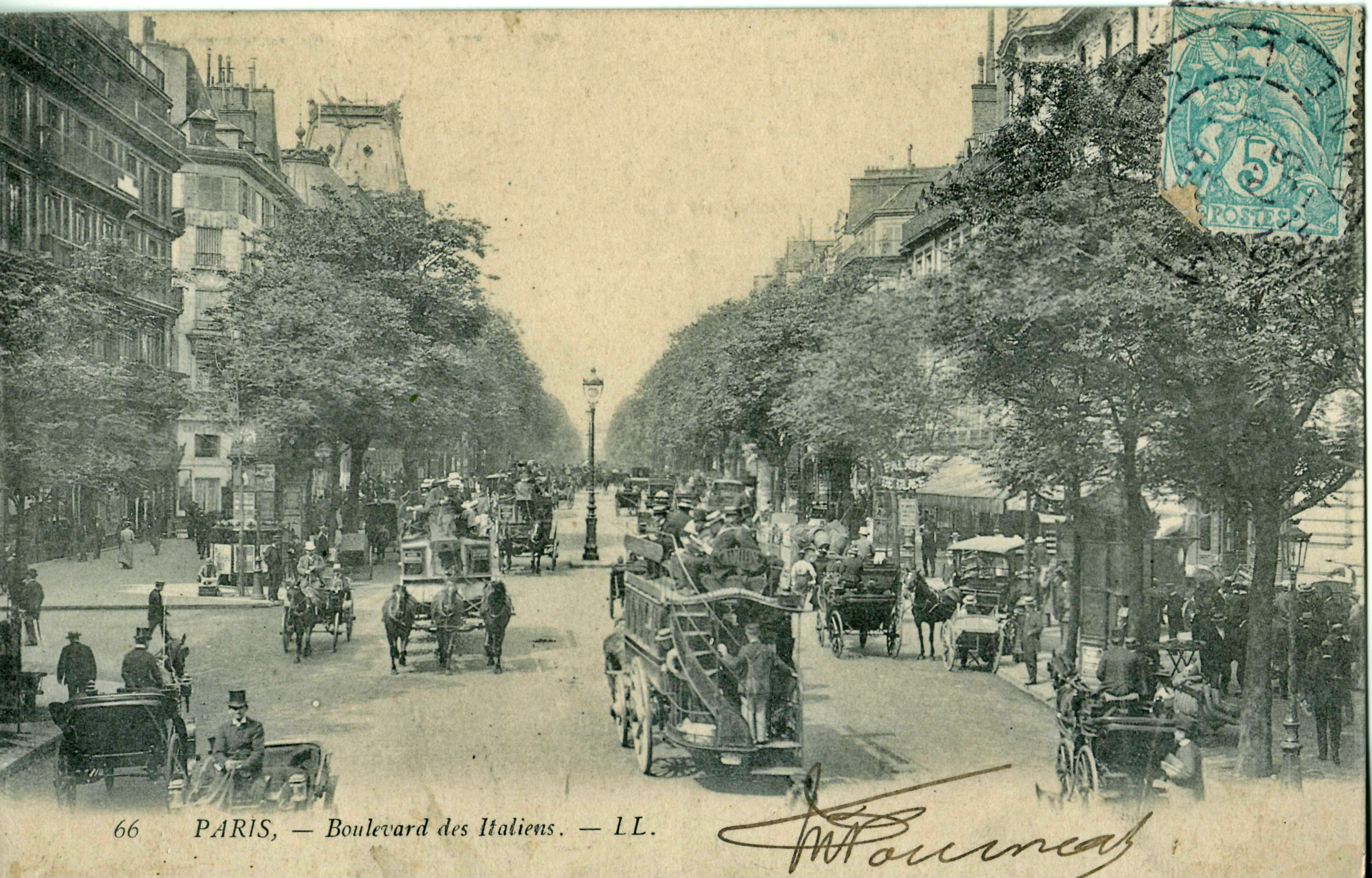
Tem thư có địa danh Boulevard des Italiens, nằm trong phim thứ 18 và 85

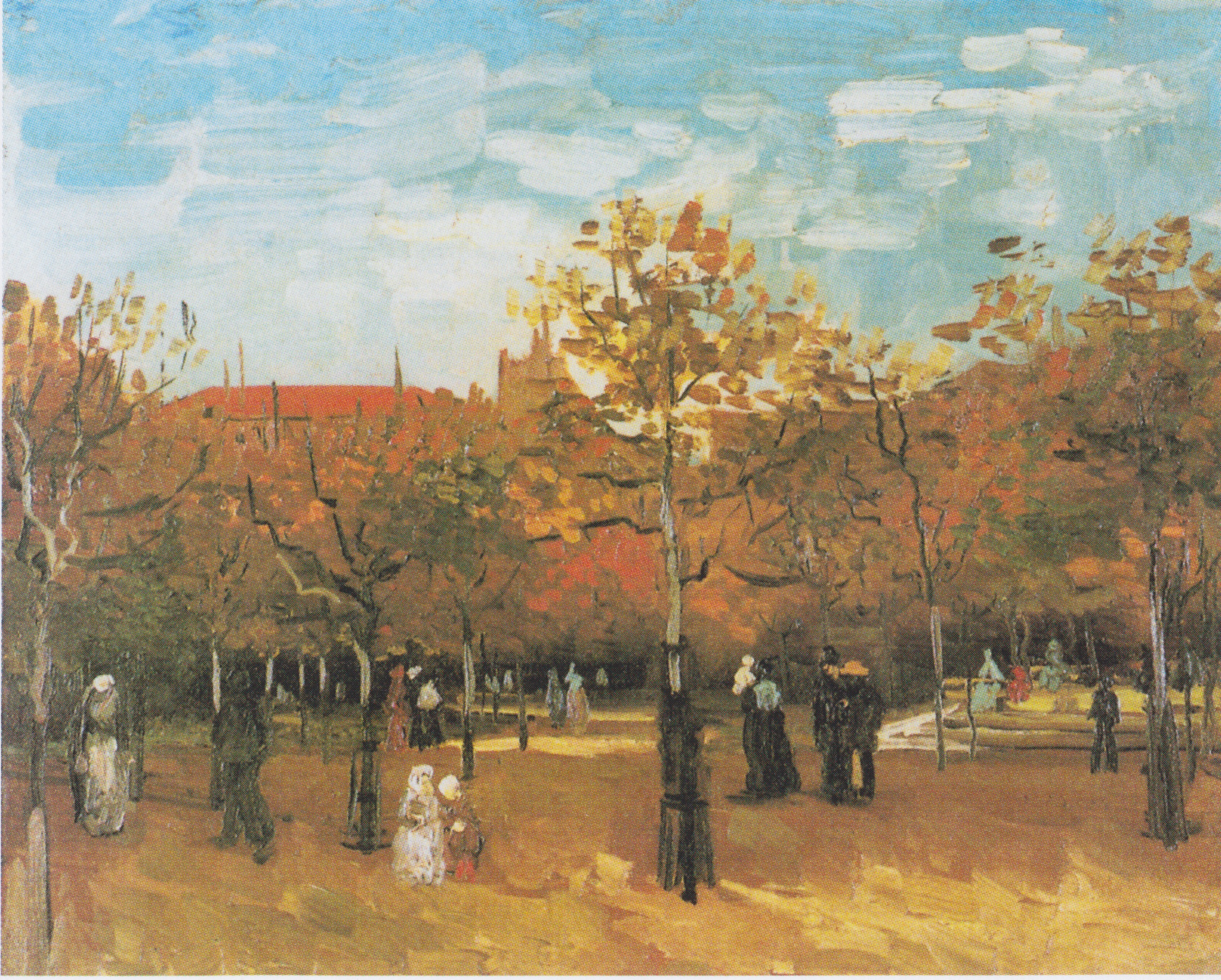
Khung cảnh rừng Boulogne của Van Gogh, nằm trong phim thứ 20, 21, và 50

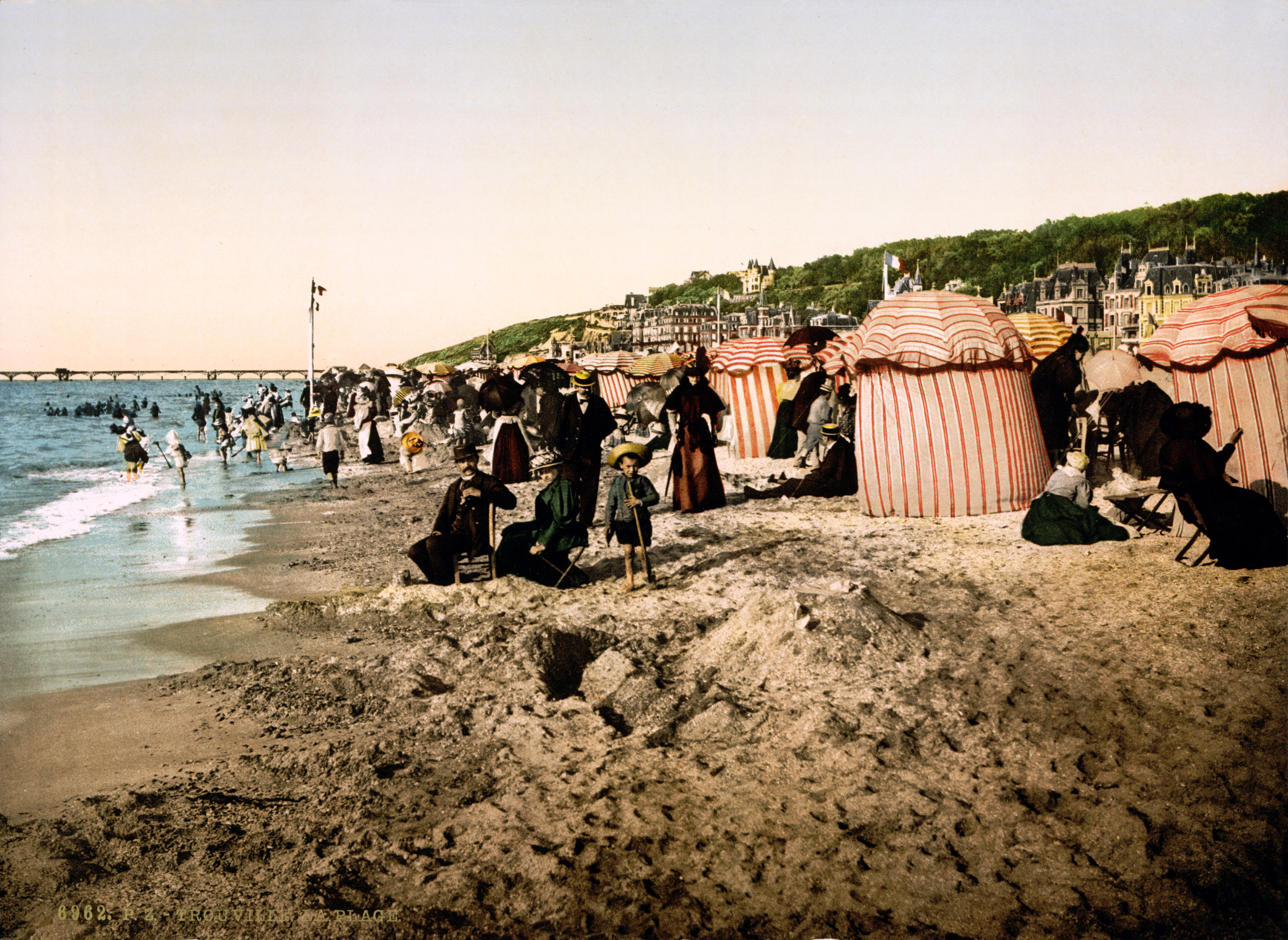
Bãi biển tại Trouville-sur-Mer, trong các cảnh phim thứ 30 đến 33

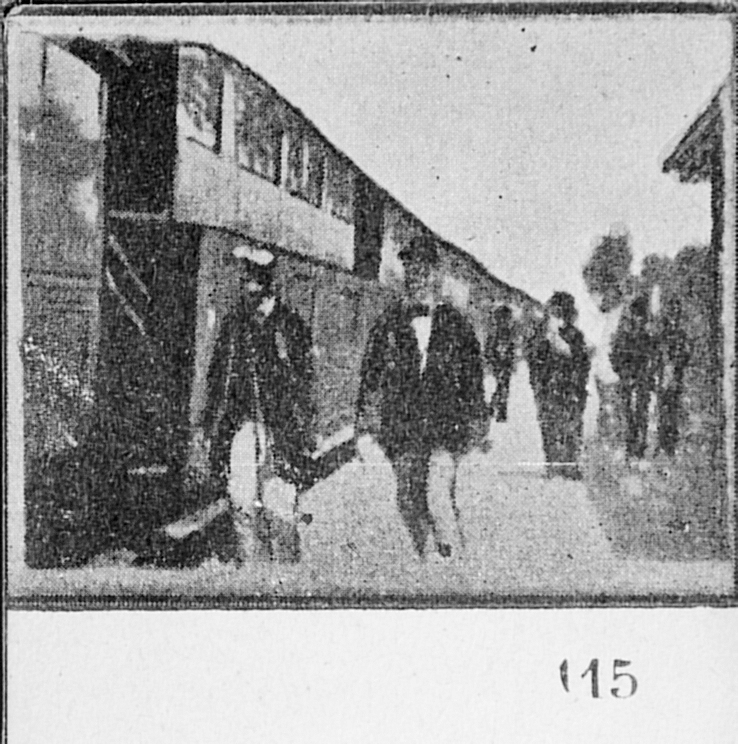
Hình trong trang sách lật nằm trong cảnh phim thứ 35

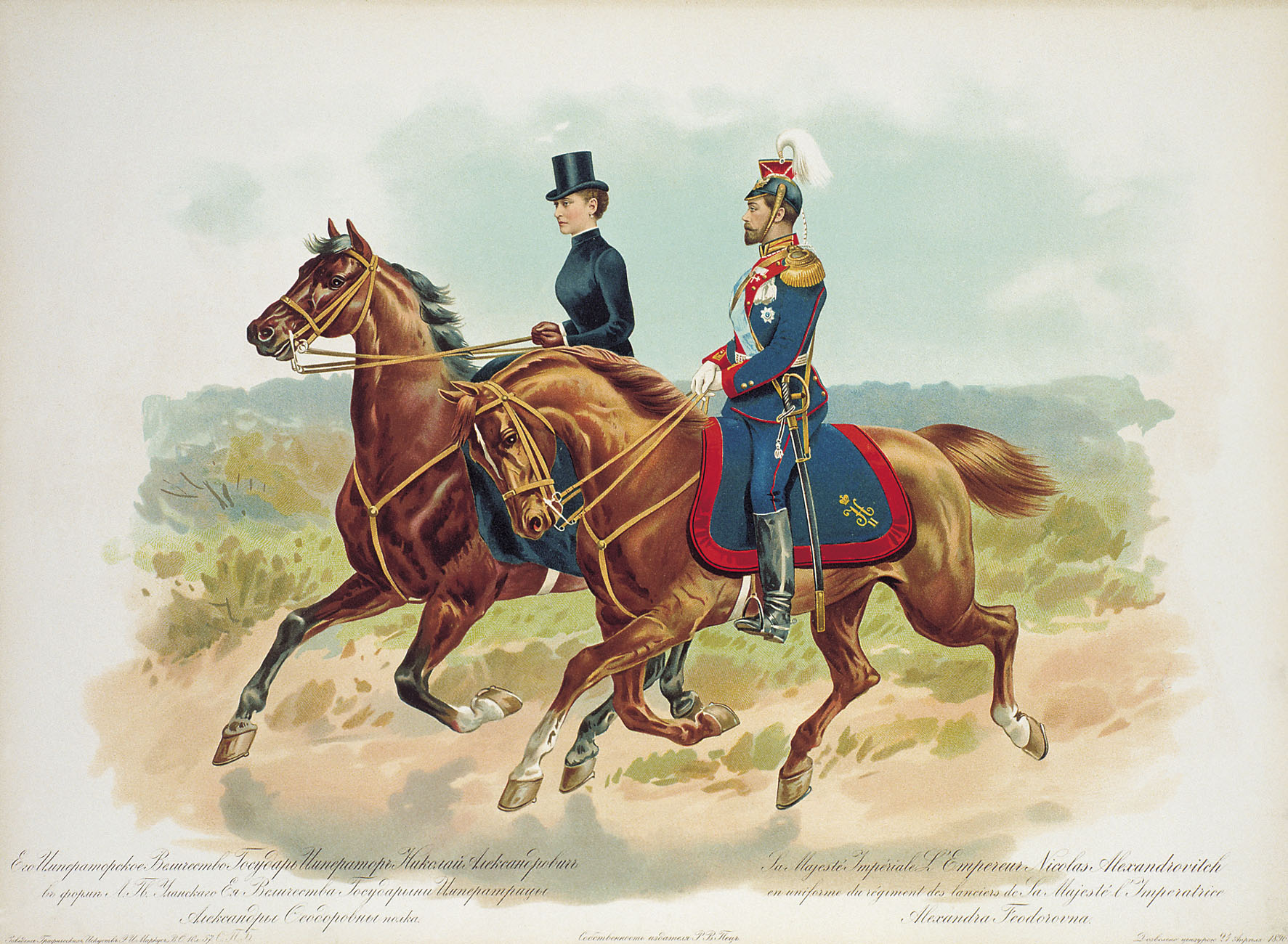
Alix của Hessen và Rhein (Aleksandra Fyodorovna) và Nikolai II của Nga, ngay trước chuyến thăm của họ đến Pháp được ghi lại trong phim thứ 48 và 50

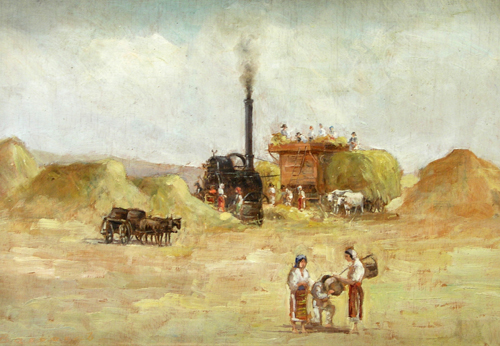
Máy tuốt lúa chạy bằng hơi nước; Méliès đã quay lại một cảnh trong phim thứ 65

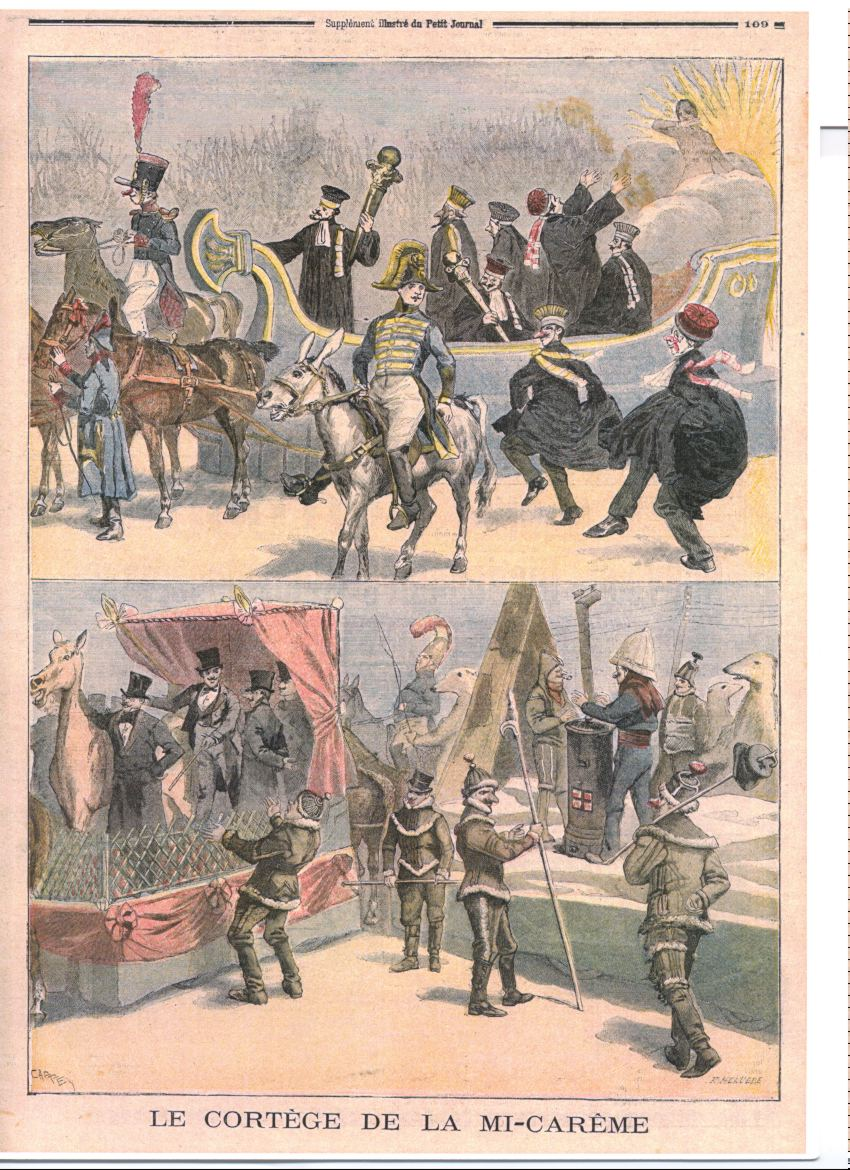
Bản vẽ của cuộc diễu hành giữa Mùa Chay năm 1897 được chiếu trong phim thứ 97–98

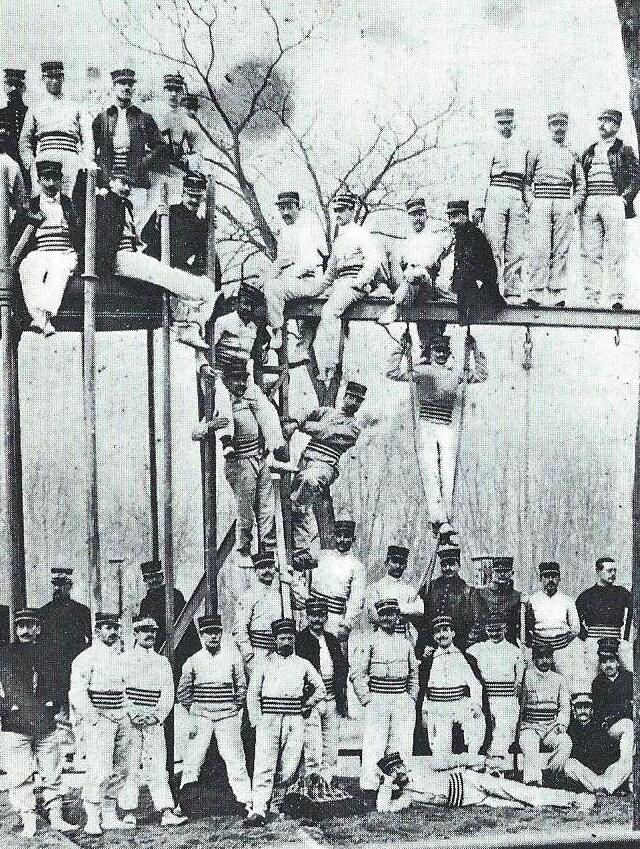
Sinh viên tại École de Joinville, vào khoảng thời gian Méliès làm phim 136 và 148

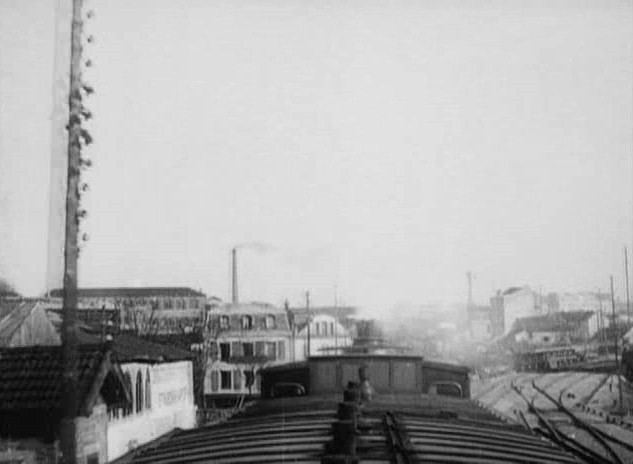
Khung hình phim thứ 151

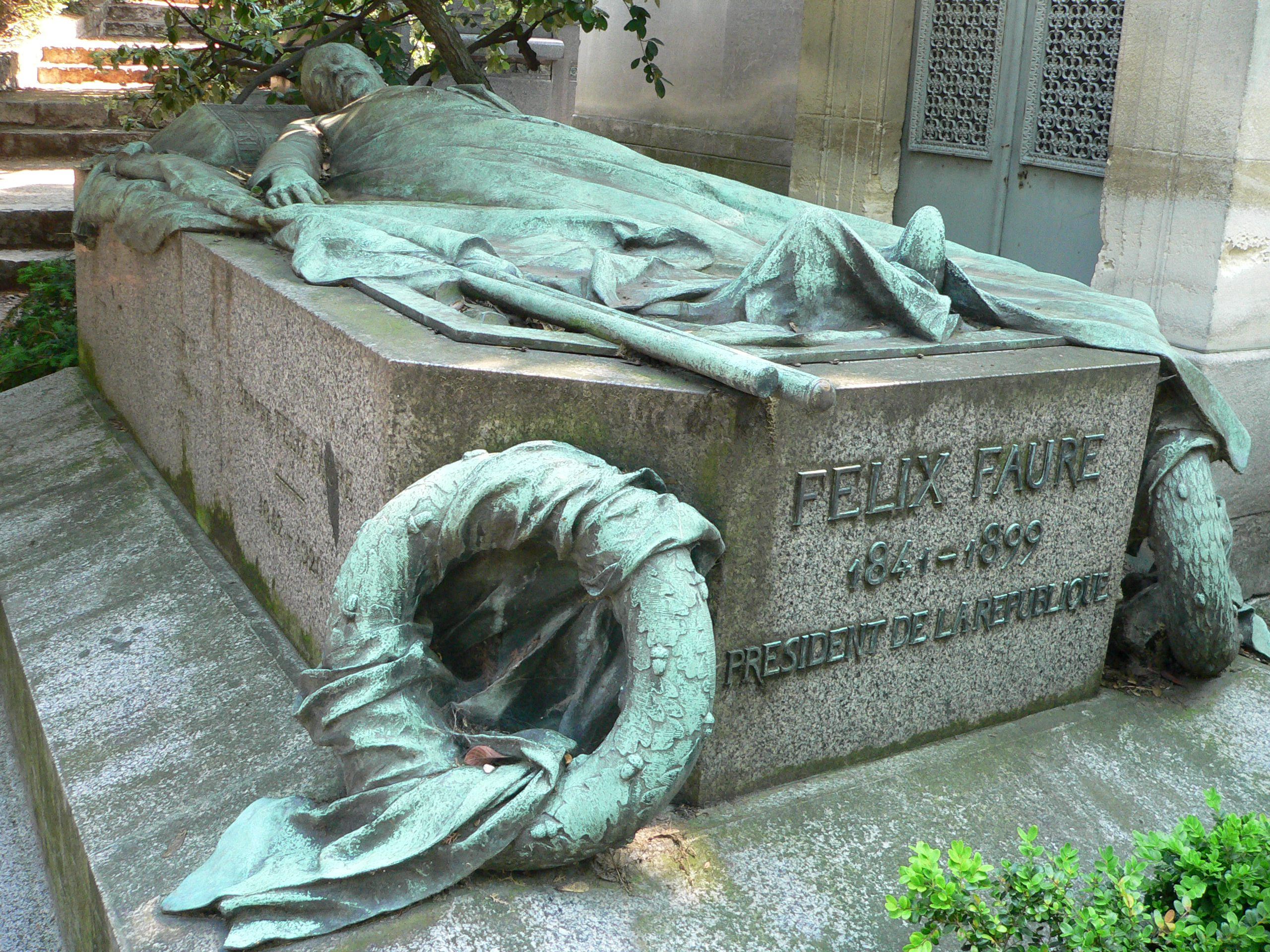
Mộ của Félix Faure: Méliès chiếu đám tang trong phim thứ 173–174

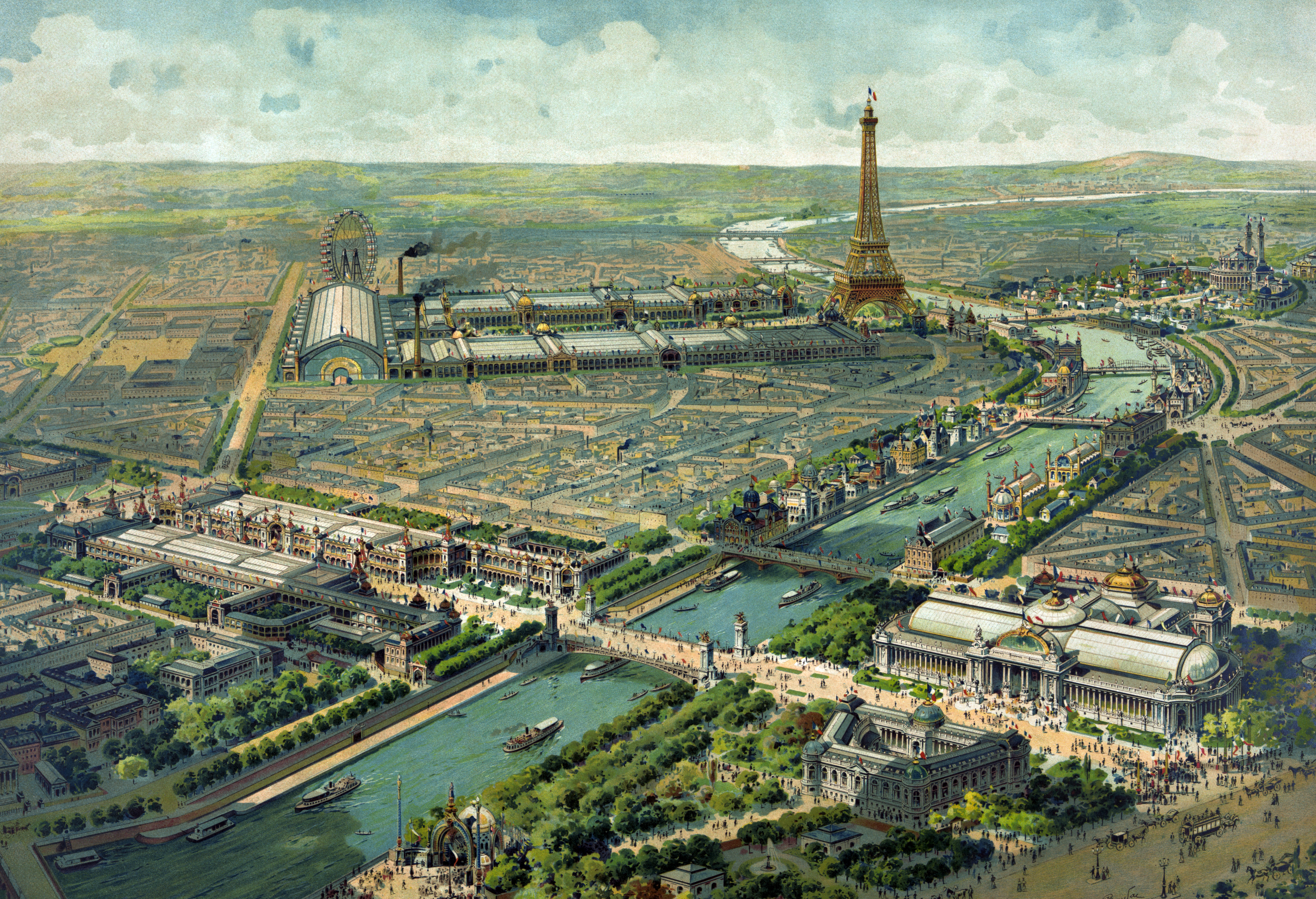
Exposition Universelle (Triển lãm Quốc tế Paris năm 1900) có trong phim thứ 232–233 và 245–261

| STT | Tựa phim tiếng Pháp                                   | Tựa phim tiếng Anh                                  | Ngày                | Trạng thái |
| --- | ----------------------------------------------------- | --------------------------------------------------- | ------------------- | ---------- |
| 1 | Une partie de cartes                                  | Playing Cards                                       | Tháng 5 năm 1896    | Tồn tại    |
| Bộ phim đầu tiên của Méliès, được quay trong khu vườn của ông ở Montreuil, Seine-Saint-Denis. |                                                       |                                                     |                     |            |
| 3 | Plus fort que le maître (leçon de bicyclette)         | Smarter Than the Teacher (1st bicycle lesson)       | 1896                | Thất lạc   |
| Không có thêm thông tin. |                                                       |                                                     |                     |            |
| 4 | Jardinier brûlant des herbes                          | Gardener Burning Weeds                              | 1896                | Thất lạc   |
| Có lẽ quay một người làm vườn. |                                                       |                                                     |                     |            |
| 5 | Les Chevaux de bois                                   | A Merry-go-Round                                    | 1896                | Thất lạc   |
| Có lẽ quay vòng quay ngựa gỗ. |                                                       |                                                     |                     |            |
| 7 | Les Blanchisseuses                                    | The Washerwomen                                     | 1896                | Thất lạc   |
| Có lẽ quay những người phụ nữ đang giặt quần áo. Thợ giặt nữ là một chủ đề phổ biến trong nghệ thuật. |                                                       |                                                     |                     |            |
| 8 | Arrivée d'un train (gare de Vincennes)                | Arrival of a Train at Vincennes Station             | 1896                | Thất lạc   |
| Có lẽ được lấy cảm hứng từ bộ phim của Anh em nhà Lumière L'Arrivée d'un train en gare de La Ciotat. |                                                       |                                                     |                     |            |
| 10 | Place de l'Opéra (góc quay thứ 1er)                   | Place de l'Opéra, 1st view (Paris)                  | 1896                | Thất lạc   |
| Có lẽ quay địa danh Place de l'Opéra ở Paris. Xem phim thứ 17 và 139. |                                                       |                                                     |                     |            |
| 11 | Place du Théâtre-Français                             | Place du Théâtre-Français (Paris)                   | 1896                | Thất lạc   |
| Có lẽ quay địa danh Place du Théâtre-Français (ngày nay là Place André-Malraux, nhà của Comédie-Française) ở Paris. |                                                       |                                                     |                     |            |
| 13 | Couronnement de la rosière                            | Coronation of a Village Maiden (Phong tục Pháp)     | 1896                | Thất lạc   |
| Không có thêm thông tin. |                                                       |                                                     |                     |            |
| 14 | Bébé et Fillettes                                     | Baby and Young Girls                                | 1896                | Thất lạc   |
| Méliès đóng cửa Théâtre Robert-Houdin mỗi năm một lần để nghỉ hè; năm 1896, đóng cửa từ ngày 14 tháng 7 đến ngày 31 tháng 7, và gia đình Méliès đã đi nghỉ ở bãi biển Normandie. Phim này là một trong những bộ phim được thực hiện trên bãi biển Normandie có con gái của Méliès là Georgette. Méliès đã thực hiện ít nhất mười lăm bộ phim khác trong chuyến đi: 27, 28, 29, 30, 31, 32, 33, 34, 40, 41, 43, 47, 49, 59 và 63.                                                    |                                                       |                                                     |                     |            |
| 16 | Bateaux-Mouches sur la Seine                          | Steamboats on River Seine                           | 1896                | Thất lạc   |
| Quay ở Paris. Có thể quay ở sông Seine. |                                                       |                                                     |                     |            |
| 17 | Place de l'Opéra (góc quay thứ 2e)                    | Place de l'Opéra, 2d view (Paris)                   | 1896                | Thất lạc   |
| Có thể quay ở Place de l'Opéra tại Paris. Xem thêm phim thứ 10 và 139. |                                                       |                                                     |                     |            |
| 18 | Boulevard des Italiens                                | Boulevard des Italiens (Paris)                      | 1896                | Thất lạc   |
| Có thể quay Boulevard des Italiens ở Paris. |                                                       |                                                     |                     |            |
| 19 | Un lycée de jeunes filles                             | Academy for Young Ladies                            | 1896                | Thất lạc   |
| Có thể quay Paris. |                                                       |                                                     |                     |            |
| 20 | Bois de Boulogne (Touring Club)                       | Bois de Boulogne (Touring Club, Paris)              | 1896                | Thất lạc   |
| Có thể quay ở Rừng Boulogne. |                                                       |                                                     |                     |            |
| 21 | Bois de Boulogne (Porte de Madrid)                    | Bois de Boulogne (Porte de Madrid, Paris)           | 1896                | Thất lạc   |
| Có thể quay ở Rừng Boulogne. |                                                       |                                                     |                     |            |
| 24 | Le Régiment                                           | French Regiment Going to the Parade                 | 1896                | Thất lạc   |
| Không có thêm thông tin. |                                                       |                                                     |                     |            |
| 25 | Campement de bohémiens                                | Gipsies at Home                                     | 1896                | Thất lạc   |
| Không có thêm thông tin. |                                                       |                                                     |                     |            |
| 27 | Déchargement de bateaux (Le Havre)                    | Unloading the Boat (Havre)                          | Tháng 7 năm 1896    | Thất lạc   |
| Có thể quay ở Le Havre trong khi Méliès đang đi nghỉ hè. Xem thêm phim thứ 14. |                                                       |                                                     |                     |            |
| 28 | Plage de Villers par gros temps                       | The Beach at Villers in a Gale (Pháp)               | Tháng 7 năm 1896    | Thất lạc   |
| Có thể quay ở Villers. Xem thêm phim thứ 14. |                                                       |                                                     |                     |            |
| 29 | Les Quais à Marseille                                 | The Docks at Marseilles (Pháp)                      | Tháng 7 năm 1896    | Thất lạc   |
| Quảng cáo cho thấy phim được quay ở Marseilles, nhưng gần như chắc chắn được quay tại bãi biển Normandie. Xem thêm phim thứ 14. |                                                       |                                                     |                     |            |
| 30 | Jetée et plage de Trouville (1re partie)              | Beach and Pier at Trouville (Pháp)                  | Tháng 7 năm 1896    | Thất lạc   |
| Có lẽ được lấy cảm hứng từ bộ phim của Anh em nhà Lumière năm 1895 có cảnh một con thuyền ở bến cảng La Ciotat. Có lẽ quay ở Trouville-sur-Mer. Xem thêm phim thứ 14. |                                                       |                                                     |                     |            |
| 31 | Barque sortant du port de Trouville                   | Boat Leaving the Harbor of Trouville                | Tháng 7 năm 1896    | Thất lạc   |
| Có thể quay ở Trouville-sur-Mer. Xem thêm phim thứ 14. |                                                       |                                                     |                     |            |
| 32 | Jetée et plage de Trouville (2e partie)               | Beach and Pier at Trouville (2d part)               | Tháng 7 năm 1896    | Thất lạc   |
| Có lẽ quay ở Trouville-sur-Mer. Xem thêm phim thứu 14. |                                                       |                                                     |                     |            |
| 33 | Jour de marché à Trouville                            | Market Day (Trouville)                              | Tháng 7 năm 1896    | Thất lạc   |
| Có lẽ quay ở Trouville-sur-Mer. Xem phim thứ 14. |                                                       |                                                     |                     |            |
| 34 | Panorama du Havre (pris d'un bateau)                  | Panorama of Havre Taken From a Boat                 | Tháng 7 năm 1896    | Thất lạc   |
| Có thể quay ở Le Havre. Xem thêm phim thứ 14. (Méliès sử dụng "panorama" cho tựa phim và được quay bằng máy ảnh được gắn cố định vào bệ chuyển động, chẳng hạn như thuyền hoặc xe lửa; các phim khác cũng sử dụng kỹ thuật tương tự vậy bao gồm phim thứ 151, 201 và loạt phim Paris Exhibition, 1900.) |                                                       |                                                     |                     |            |
| 35 | Arrivée d'un train (gare de Joinville)                | Arrival of a Train (Joinville Station)              | 1896                | Tồn tại    |
| Còn tồn tại dưới dạng sách lật. Có thể quay ở Joinville-le-Pont. Xem bài chính để có thêm thông tin. |                                                       |                                                     |                     |            |
| 38 | Les Forgerons (vue d'atelier)                         | Blacksmith in His Workshop                          | 1896                | Thất lạc   |
| Có lẽ được lấy cảm hứng từ bộ phim Anh em nhà Lumière có cùng tựa phim và chủ đề. Không có thêm thông tin. |                                                       |                                                     |                     |            |
| 40 | Baignade en mer                                       | Sea Bathing                                         | Tháng 7 năm 1896    | Thất lạc   |
| Không có thêm thông tin. Xem thêm phim thứ 14. |                                                       |                                                     |                     |            |
| 41 | Enfants jouant sur la plage                           | Children Playing on the Beach                       | Tháng 7 năm 1896    | Thất lạc   |
| Không có thêm thông tin. Xem thêm phim thứ 14. |                                                       |                                                     |                     |            |
| 43 | Effet de mer sur les rochers                          | Sea Breaking on the Rocks                           | Tháng 7 năm 1896    | Thất lạc   |
| Cũng được biết đến với cái tên Effets de mer sur les rochers. Xem thêm phim thứ 14. |                                                       |                                                     |                     |            |
| 46 | Départ des automobiles                                | Automobiles Starting on a Race                      | 1896                | Thất lạc   |
| Không có thêm thông tin. |                                                       |                                                     |                     |            |
| 47 | Revue navale à Cherbourg                              | A Naval Review at Cherbourg                         | Tháng 7 năm 1896    | Thất lạc   |
| Có lẽ quay ở Cherbourg. Xem thêm phim thứ 14. Kể từ cuộc duyệt binh của hải quân được tổ chức tại Cherbourg vào ngày 5 tháng 10 năm 1896 để kỷ niệm chuyến thăm của Nikolai II của Nga (xem phim thứ 48), có thể bộ phim đã được thực hiện sau đó; tuy nhiên, vì Méliès dường như đã thực hiện ở Paris vào thời điểm đó nên nhiều khả năng bộ phim quay vào kỳ nghỉ hè của ông vào tháng Bảy.                                                                                       |                                                       |                                                     |                     |            |
| 48 | Cortège du Tzar allant à Versailles                   | The Czar and His Cortège Going to Versailles        | Tháng 10 năm 1896   | Thất lạc   |
| Nikolai II của Nga và vợ là Alix của Hessen và Rhein, Hoàng hậu Aleksandra Fyodorovna của Nga viếng thăm Pháp từ ngày 5 tháng 10 đến ngày 9 tháng 10 năm 1896, ra mắt ở Cherbourg và du lịch đến Paris, nơi Méliès đang thực hiện. Hai bộ phim ông đã thực hiện về chuyến thăm là phim thứ 48 và 50, được chiếu lần đầu tiên vào ngày 12 tháng 10 năm 1896 tại Théâtre Robert-Houdin. Phim này có lẽ quay cảnh cặp vợ chồng hoàng gia và tùy tùng của họ trên đường đến Versailles. |                                                       |                                                     |                     |            |
| 49 | Les Haleurs de bateaux                                | Towing a Boat on the River                          | Tháng 7 năm 1896    | Thất lạc   |
| Có lẽ quay ở bờ biển Normandie. Xem thêm phim thứ 14. |                                                       |                                                     |                     |            |
| 50 | Cortège du Tzar au Bois de Boulogne                   | The Czar's Cortège in the Bois de Boulogne          | Tháng 10 năm 1896   | Thất lạc   |
| Có lẽ quay Nikolai II của Nga và tùy tùng của ông tại Rừng Boulogne. Xem thêm phim thứ 48. |                                                       |                                                     |                     |            |
| 51 | Sortie des ateliers Vibert                            | Closing Hours at Vibert's Perfume Factory (Paris)   | 1896                | Thất lạc   |
| Có lẽ được lấy cảm hứng từ bộ phim Anh em nhà Lumière năm 1895 Workers Leaving the Lumière Factory. Không có thêm thông tin. |                                                       |                                                     |                     |            |
| 52 | La Voiture du potier                                  | The Potter's Cart                                   | 1896                | Thất lạc   |
| Có lẽ quay ở Paris. |                                                       |                                                     |                     |            |
| 54 | Place de la Concorde                                  | Place de la Concorde (Paris)                        | 1896                | Thất lạc   |
| Có lẽ quay ở Quảng trường Concorde. |                                                       |                                                     |                     |            |
| 55 | La Gare Saint-Lazare                                  | St. Lazare Railroad Station (Paris)                 | 1896                | Thất lạc   |
| Có lẽ quay ở Ga Saint-Lazare. |                                                       |                                                     |                     |            |
| 56 | Grandes Manœuvres                                     | Manoeuvres of the French Army                       | 1896                | Thất lạc   |
| Một trong những cảnh quân sự (phim 56, 60, 62, 64, 66, 67 và 68). Có lẽ quay các thành viên của Quân đội Pháp. |                                                       |                                                     |                     |            |
| 58 | Place de la Bastille                                  | Place de la Bastille (Paris)                        | 1896                | Thất lạc   |
| Có lẽ quay ở Quảng trường Bastille tại Paris. |                                                       |                                                     |                     |            |
| 59 | Marée montante sur brise-lames                        | Tide Rising Over the Breakwater                     | Tháng 7 năm 1896    | Thất lạc   |
| Không có thêm thông tin. Xem thêm phim thứ 14. |                                                       |                                                     |                     |            |
| 60 | Retour au cantonnement                                | Return to the Barracks                              | 1896                | Thất lạc   |
| Một phần của loạt phim về quân đội (xem phim thứ 56). Không có thêm thông tin. |                                                       |                                                     |                     |            |
| 62 | Réunion d'officiers                                   | French Officers' Meeting                            | 1896                | Thất lạc   |
| Một phần của loạt phim về quân đội (xem phim thứ 56). Có lẽ quay các thành viên của Quân đội Pháp. |                                                       |                                                     |                     |            |
| 63 | Tempête sur la jetée du Tréport                       | The Pier at Tréport During a Storm (Pháp)           | Tháng 7 năm 1896    | Thất lạc   |
| Có thể quay ở Le Tréport. Xem thêm phim thứ 14. |                                                       |                                                     |                     |            |
| 64 | Le Bivouac                                            | The Bivouac                                         | 1896                | Thất lạc   |
| Một phần của loạt phim về quân đội (xem phim thứ 56). Có lẽ chiếu việc sử dụng một bao bivouac. |                                                       |                                                     |                     |            |
| 65 | Batteuse à vapeur                                     | Threshing-Machine Worked by Power                   | 1896                | Thất lạc   |
| Có thể chiếu cảnh máy tuốt lúa bằng hơi nước. Còn có tên Threshing Machines Worked by Power (Máy tuốt lúa hoạt động bằng năng lượng). |                                                       |                                                     |                     |            |
| 66 | Sac au dos!                                           | Sacks Up!                                           | 1896                | Thất lạc   |
| Một phần của loạt phim về quân đội (xem phim thứ 56). Không có thêm thông tin. |                                                       |                                                     |                     |            |
| 67 | Libération des territoriaux                           | Breaking up of the Territorial Army (Pháp)          | 1896                | Thất lạc   |
| Một phần của loạt phim về quân đội (xem phim thứ 56). Có lẽ quay các thành viên của Quân đội Pháp. |                                                       |                                                     |                     |            |
| 68 | Départ des officiers                                  | Officers of French Army Leaving Service             | 1896                | Thất lạc   |
| Một phần của loạt phim về quân đội (xem phim thứ 56). Có lẽ quay các thành viên của Quân đội Pháp. |                                                       |                                                     |                     |            |
| 69 | Place Saint-Augustin                                  | Place Saint-Augustin (Paris)                        | 1896                | Thất lạc   |
| Có thể chiếu cảnh địa điểm Quảng trường Saint-Augustin. |                                                       |                                                     |                     |            |
| 83–84 | Le Cortège du Bœuf gras passant place de la Concorde  | The Mardi Gras Procession (Paris, 1897)             | 2 tháng 3 năm 1897  | Thất lạc   |
| Có thể chiếu cảnh địa danh Quảng trường Concorde ở Paris mùa lễ Mardi Gras. |                                                       |                                                     |                     |            |
| 85 | Cortège du Bœuf gras, boulevard des Italiens          | The Mardi Gras Procession (Paris, 1898) [sic]       | 2 tháng 3 năm 1897  | Thất lạc   |
| Có thể chiếu cảnh địa danh Boulevard des Italiens ở Paris mùa lễ Mardi Gras. Lưu ý rằng danh mục phim bằng tiếng Anh đã ghi nhầm thành năm sau, 1898. |                                                       |                                                     |                     |            |
| 86 | Une cour de ferme                                     | A Farm Yard                                         | 1897                | Thất lạc   |
| Có lẽ quay cảnh nông trại. |                                                       |                                                     |                     |            |
| 87 | Les Apprentis militaires                              | Military Apprentices                                | 1897                | Thất lạc   |
| Không có thêm thông tin. |                                                       |                                                     |                     |            |
| 91 | Défilé des pompiers                                   | Firemen on Parade                                   | 1897                | Thất lạc   |
| Có lẽ quay các thành viên của sở cứu hỏa. |                                                       |                                                     |                     |            |
| 92 | Danseuses au Jardin de Paris                          | Dancing Girls (Jardin de Paris)                     | 1897                | Thất lạc   |
| Không có thêm thông tin. |                                                       |                                                     |                     |            |
| 97–98 | Cortège de la Mi-Carême                               | Mid-Lent Procession in Paris                        | 25 tháng 3 năm 1897 | Thất lạc   |
| Quay ở Paris vào ngày Laetare Sunday (tên tiếng Pháp, Mi-Carême). |                                                       |                                                     |                     |            |
| 99 | Bataille de confettis                                 | Battle With Confetti                                | 25 tháng 3 năm 1897 | Thất lạc   |
| Quay ở Paris vào ngày Laetare Sunday (tên tiếng Pháp, Mi-Carême). |                                                       |                                                     |                     |            |
| 115 | Tourneur en poterie                                   | A Potterymaker                                      | 1897                | Thất lạc   |
| Có lẽ chiếu một nghệ nhân sử dụng bàn xoay gốm. |                                                       |                                                     |                     |            |
| 136 | Match de boxe (professeurs de l'École de Joinville)   | Boxing Match                                        | 1897                | Thất lạc   |
| Có lẽ được quay tại trường quân sự ở Joinville-le-Pont. |                                                       |                                                     |                     |            |
| 139 | Carrefour de l'Opéra                                  | Place de l'Opéra, 3d view (Paris)                   | 1897–1898           | Thất lạc   |
| Được coi là bộ phim đầu tiên sử dụng phương pháp quay phim bằng chụp ảnh tua nhanh thời gian. Có thể chiếu cảnh địa danh Place de l'Opéra ở Paris. Xem thêm phim thứ 10 và 17. |                                                       |                                                     |                     |            |
| 148 | Assaut d'escrime (École de Joinville)                 | Fencing at the Joinville School                     | 1898                | Thất lạc   |
| Có lẽ được quay tại trường quân sự ở Joinville-le-Pont. |                                                       |                                                     |                     |            |
| 151 | Panorama pris d'un train en marche (ponts et tunnels) | Panorama from Top of Moving Train                   | 1898                | Tồn tại    |
| Được quay trên một chuyến tàu ở Chemin de fer de Petite Ceinture, đi qua trạm Bel-Air-Ceinture. Cũng được biết với cái tên Panorama from Top of a Moving Train (Toàn cảnh tàu đang di chuyển). |                                                       |                                                     |                     |            |
| 157 | Montagnes russes nautiques                            | Shooting the Chutes                                 | 1898                | Thất lạc   |
| Có lẽ chiếu cảnh tàu lượn siêu tốc (tên tiếng Pháp, montagnes russes). |                                                       |                                                     |                     |            |
| 173–174 | Funérailles de Félix Faure (1—char; 2—les troupes)    | Funeral of Felix Faure                              | 23 tháng 2 năm 1899 | Thất lạc   |
| Quay ở Paris. Có lẽ quay xe tang và quân đội tham dự lễ tang của Tổng thống Pháp Félix Faure. |                                                       |                                                     |                     |            |
| 193 | Combat de coqs                                        | A Lively Cock-Fight (Mỹ), A Lively Cock Fight (Anh) | 1899                | Thất lạc   |
| Có lẽ chiếu cảnh đá gà. |                                                       |                                                     |                     |            |
| 201 | Panorama du port de Saint-Hélier (île de Jersey)      | Bird's-Eye View of St. Helier (Jersey)              | 1899                | Thất lạc   |
| Năm 1899, gia đình Méliès lại đi nghỉ hè ở bờ biển Normandie. Trong chuyến đi, Méliès đã quay được ba cảnh đời thực (201, 202 và 203), cũng như những cảnh quay về biển khơi mà ông đã sử dụng trong các hiệu ứng đặc biệt trong các bộ phim viễn tưởng của mình Neptune and Amphitrite và Christ Walking on the Water cùng năm đó. Phim này có lẽ chiếu cảng Saint Helier. |                                                       |                                                     |                     |            |
| 202 | Entrée du paquebot Victoria dans le port de Jersey    | Steamer Entering the Harbor of Jersey               | 1899                | Thất lạc   |
| Có thể quay ở Jersey. Xem thêm phim thứ 201. |                                                       |                                                     |                     |            |
| 203 | Débarquement des voyageurs, port de Granville         | Passengers Landing at Harbor of Granville           | 1899                | Thất lạc   |
| Có thể quay ở Granville, Manche. Xem thêm phim thứ 201. |                                                       |                                                     |                     |            |
| 232–233 | Panorama de la Seine                                  | Panorama of River Seine                             | 1899                | Thất lạc   |
| Hai cảnh quay ngắn đời thực được quay tại sông Seine, cho thấy việc xây dựng các tòa nhà cho triển lãm Exposition Universelle năm 1900 ở Paris. Xem Paris Exposition, 1900 (loạt phim): Phim liên quan để có thêm thông tin. |                                                       |                                                     |                     |            |
| 245–261 | Vues spéciales de l'Exposition de 1900                | Paris Exhibition, 1900                              | 1900                | Không rõ   |
| Một loạt 17 cảnh thực tế, phục vụ như một tài liệu về triển lãm Exposition Universelle năm 1900 ở Paris. Xem bài chính để có thêm thông tin. |                                                       |                                                     |                     |            |

### Trích dẫn
- Ezra, Elizabeth (2000), Georges Méliès, Manchester: Manchester University Press, ISBN 0719053951
- Essai de reconstitution du catalogue français de la Star-Film; suivi d'une analyse catalographique des films de Georges Méliès recensés en France, Bois d'Arcy: Service des archives du film du Centre national de la cinématographie, 1981, ISBN 2903053073, OCLC 10506429
- Frazer, John (1979), Artificially Arranged Scenes: The Films of Georges Méliès, Boston: G. K. Hall & Co., ISBN 0816183686
- Malthête, Jacques; Mannoni, Laurent (2008), L'oeuvre de Georges Méliès, Paris: Éditions de La Martinière, ISBN 9782732437323
- Rosen, Miriam (1987), "Méliès, Georges", trong Wakeman, John (biên tập), World Film Directors: Volume I, 1890–1945, New York: The H. W. Wilson Company, tr. 747–765, ISBN 0824207572